# Guerra dei sei giorni
La guerra dei sei giorni (in ebraico מלחמת ששת הימים‎?, Milhemet Sheshet Ha Yamim; in arabo النكسة‎?, al-Naksa, «la sconfitta», o حرب 1967, Ḥarb 1967, guerra del 1967; 5-10 giugno 1967) fu un conflitto facente parte dei conflitti arabo-israeliani che vide contrapposti Israele e le nazioni confinanti Egitto, Siria e Giordania. Anche per via dell'effetto sorpresa, la guerra si tramutò in una netta vittoria israeliana nonostante la superiorità numerica degli arabi.
Al termine del conflitto Israele aveva conquistato la penisola del Sinai e la striscia di Gaza all'Egitto, la Cisgiordania e Gerusalemme Est alla Giordania e le alture del Golan alla Siria. L'esito della guerra, la condizione giuridica dei territori occupati ed il relativo problema dei rifugiati influenzano pesantemente ancora oggi la situazione geopolitica del Medio Oriente.

## Il contesto storico
Dopo la crisi di Suez del 1956, l'Egitto accettò il dislocamento di una forza di emergenza delle Nazioni Unite (la Forza di emergenza delle Nazioni Unite, UNEF) nel Sinai, con lo scopo di garantire che tutte le parti in causa rispettassero l'armistizio di Rodi (1949). Negli anni successivi vi furono numerosi scontri di frontiera minori tra Israele e i suoi vicini arabi, in particolare la Siria. All'inizio del novembre 1966, la Siria firmò un trattato di mutua difesa con l'Egitto. Poco dopo, Israele attaccò la città di al-Samu, nella Cisgiordania occupata dalla Giordania, e le unità giordane che le affrontarono furono rapidamente sconfitte. Re Hussein di Giordania criticò il presidente egiziano Gamal Abd el-Nasser per non essere venuto in aiuto della Giordania e di «nascondersi dietro le gonne dell'UNEF».
Nel maggio 1967, Nasser ricevette rapporti dall'Unione Sovietica secondo i quali Israele stava ammassando truppe al confine siriano; Nasser cominciò ad ammassare truppe nella penisola del Sinai, lungo il confine israeliano (16 maggio), espulse la forza UNEF da Gaza e dal Sinai (19 maggio) e occupò le posizioni dell'UNEF a Sharm el-Sheikh, sugli stretti di Tiran. Israele ripeté le dichiarazioni fatte nel 1957, secondo le quali una chiusura degli stretti sarebbe stata considerata un atto di guerra o comunque una giustificazione per la guerra. Nasser dichiarò gli Stretti chiusi alle navi israeliane il 22-23 maggio. Il 30 maggio, la Giordania e l'Egitto firmarono un patto di mutua difesa. Il giorno successivo, dietro invito giordano, l'esercito iracheno cominciò a schierare truppe e unità corazzate in Giordania, con un successivo rinforzo di un contingente egiziano. Il 1º giugno, Israele formò un governo di unità nazionale e il 4 giugno fu presa la decisione di aprire le ostilità. Il mattino successivo, Israele lanciò l'operazione Focus, un attacco aereo a sorpresa a larga scala, che segnò l'inizio della guerra dei sei giorni.
Israele completò l'offensiva aerea nei primi due giorni, poi portò a termine tre vittoriose campagne terrestri. L'attacco aereo colse gli aerei egiziani ancora a terra, paralizzando le forze aeree egiziane, siriane e irachene e, distruggendo l'aeronautica militare giordana, stabilì rapidamente la supremazia aerea, che accelerò le successive vittorie terrestri.
La campagna terrestre del Sinai durò dal 5 all'8 giugno e sfondò le difese egiziane, bloccandone la fuga, imponendo gravi perdite e causando l'accettazione incondizionata del "cessate il fuoco" il 9 giugno. Dal 5 al 7 giugno, Israele occupò Gerusalemme, Hebron e l'intera Cisgiordania. La battaglia contro la Siria per le strategiche alture del Golan durò dal 9 al 10 giugno.

## Avvenimenti prodromici
Le dinamiche che portarono allo scoppio della guerra furono un complesso intreccio di errori di calcolo di entrambe le parti. Nonostante fossero passati più di undici anni dalla fine della crisi di Suez, le rivalità tra Israele e i suoi vicini non si erano mai placate. L'Egitto, pur essendo uscito sconfitto dalle forze anglo-francesi sul vero e proprio fronte del canale di Suez, era riuscito in tale occasione a uscire vittorioso sul piano politico, anche grazie all'appoggio che aveva ricevuto dall'Unione Sovietica e dagli Stati Uniti.
Inoltre, in seguito a pressioni internazionali, l'esercito israeliano si era ritirato dalla penisola del Sinai dopo aver occupato, in violazione del cessate il fuoco imposto dall'ONU, l'area della cittadina di Eilat, affacciandosi così sul golfo di Aqaba. Ciò fece supporre a Stati Uniti e Francia che l'Egitto fosse disposto a cessare le proprie ostilità nei confronti di Israele e che di conseguenza mettesse fine anche al sostegno dei guerriglieri palestinesi.
Gli attriti tra Israele ed Egitto continuarono invece a persistere, anche se grazie alle truppe ONU schierate nel territorio del Sinai a partire dal 1957 le rivalità tra Egitto e Israele sembrarono essere state almeno in parte contenute. Questa calma "obbligata" spinse quindi il governo egiziano a valutare la possibilità di riaprire gli Stretti di Tiran al transito di navi mercantili israeliane.
Tuttavia una serie di avvenimenti a partire dal 1964, fece ritenere a Israele che la situazione geopolitica definitasi nella regione dopo la crisi di Suez fosse a rischio. La rinascita politica palestinese, con la creazione dell'OLP nel 1964, le prime operazioni militari dell'organizzazione guerrigliera palestinese al-Fath e la salita al potere nel 1963 a Damasco dell'ala sinistra del Partito Ba'th, favorevole alla guerra rivoluzionaria e al pieno sostegno dei fedayyin, spinse Israele a rivedere la propria posizione politica. Questi eventi contribuirono a convincere gli israeliani della necessità di portare avanti una strategia offensiva in modo da prevenire un attacco a sorpresa da parte dei paesi arabi.
Altro punto di attrito che incrementò le tensioni tra Israele ed i Paesi arabi fu il Headwater Diversion Plan di Siria e Giordania, che prevedeva la costruzione di una diga lungo il fiume Giordano per deviare il corso di quest'ultimo prima del suo sfociare nel mare di Galilea. Tale progetto aveva lo scopo di sottrarre allo Stato di Israele la maggior parte delle risorse idriche, rendendo di fatto vani tutti i tentativi intrapresi l'anno prima di rendere fertili molte delle zone aride di Israele.
L'atteggiamento israeliano, che si concretizzò tra la fine del 1966 e la primavera del 1967 in raid sulla Cisgiordania e la Siria, spinse l'Egitto a prendere l'iniziativa nel progetto, mai accantonato, di ristabilire l'assetto precedente alla crisi di Suez del 1956. 
Il 14 maggio 1967 l'esercito egiziano dispose quindi le proprie forze sul Sinai, e ottenne dall'ONU il ritiro delle truppe di pace dalla penisola e dalla striscia di Gaza. Di conseguenza Israele perse una delle principali conquiste politiche del 1956 e il 22 maggio infine l'Egitto chiuse gli stretti di Tiran, passo che gli israeliani avevano preannunciato di considerare casus belli. Nasser era quindi pronto, almeno a parole, ad affrontare una guerra, ma decisamente sottostimava la potenza militare di Israele a cui per agire mancava invece solo l'appoggio politico dell'Occidente. Questo aspetto era in effetti delicato, poiché nel 1956 gli Stati Uniti, temendo un rapido espandersi del conflitto, si erano adoperati per mantenere lo status quo.
Nei giorni successivi Nasser intensificò la sua propaganda antisraeliana, che condizionò molto l'opinione pubblica occidentale. L'attività di propaganda egiziana mirava a costituire un blocco sempre più ampio di Paesi arabi "progressisti" nell'azione antisraeliana, includendo in prospettiva perfino l'Arabia Saudita, isolando l'Iran "conservatore" e filoccidentale. In questo modo il contrasto tese a uscire dalla dimensione regionale e a delinearsi come una partita che decideva l'influenza sull'area vicinorientale (e le sue risorse petrolifere) dei due blocchi occidentale e sovietico. L'URSS, infatti, appoggiava da tempo l'Egitto, anche se faceva pressione su Nasser affinché agisse con prudenza e non scatenasse le ostilità. D'altronde le ipotesi di mediazione da parte di Stati Uniti e Regno Unito, che puntavano sulla riapertura degli stretti di Tiran, si scontravano con la linea dura del Cairo.
Il 1º giugno il presidente israeliano Eshkol cedette alle pressioni del comando militare (l'allora generale Ariel Sharon aveva addirittura ipotizzato verbalmente un colpo di Stato militare in caso di esitazione governativa) e formò un governo di unità nazionale. Gli Stati Uniti a questo punto autorizzarono tacitamente un'iniziativa militare di Israele. 
La mobilitazione degli eserciti arabi e il divieto di navigazione degli Stretti di Tiran da parte egiziana furono però le vere cause del timore dell'establishment israeliano di un possibile imminente attacco da parte egiziana.

## Il conflitto

### 5 giugno

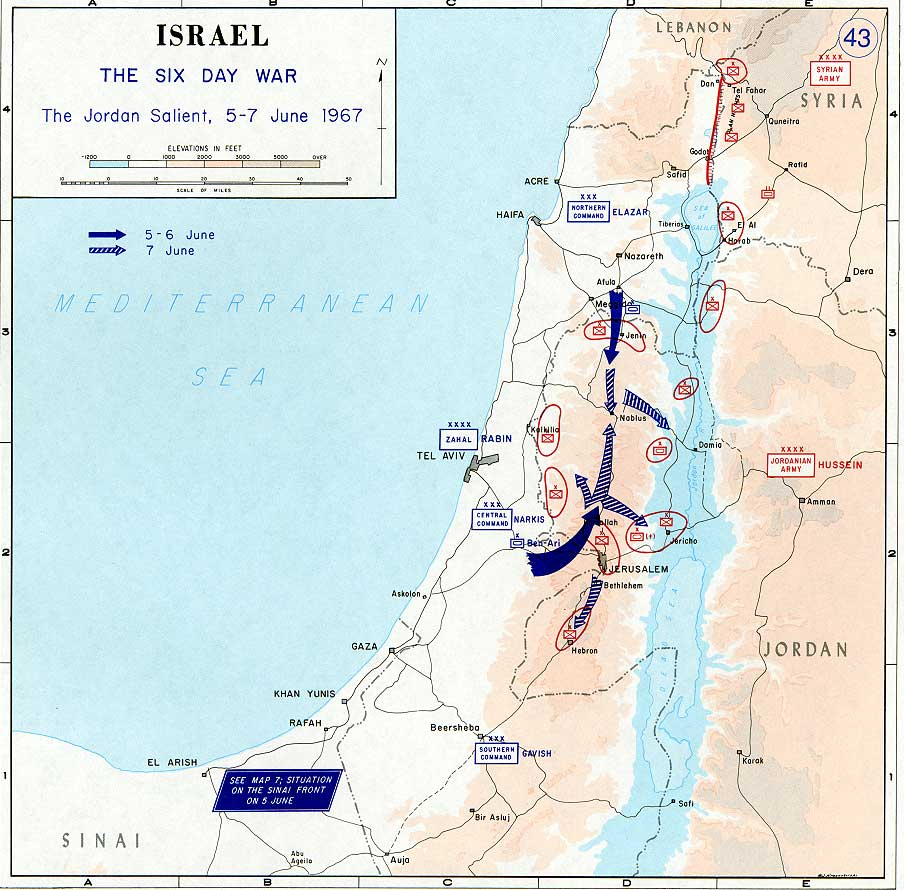
Grafico dell'attacco israeliano il 5 giugno in Cisgiordania

Il 5 giugno 1967, alle 7:45 del mattino, l'aviazione israeliana lanciò un attacco a sorpresa contro l'aviazione egiziana, annientandola quasi completamente a terra (operazione Focus). Dei 420 aerei da combattimento di costruzione sovietica a disposizione quel giorno, 286 vennero distrutti dopo le due ondate di attacco, e insieme con loro vennero rese inutilizzabili le piste di decollo, lasciando praticamente le forze armate egiziane senza copertura aerea. Nelle ore successive la stessa sorte (ma senza il fattore sorpresa) toccò all'aviazione siriana, che se pure non poteva vantare il numero di velivoli egiziani, disponeva di aerei di ultima generazione. 
Inoltre, non appena terminato il primo attacco aereo contro l'Egitto, Israele diede il via alle operazioni di terra (operazione Lenzuolo Rosso), entrando nella striscia di Gaza e successivamente nella penisola del Sinai.
Sul fronte giordano intanto, le prime ore del 5 giugno furono ambigue poiché Israele contava sulla neutralità di re Hussein che era stato ammonito a più riprese in tal senso, anche per il tramite degli Stati Uniti, tradizionali alleati di entrambi i paesi. Di conseguenza Israele non aveva intrapreso azioni contro i giordani o schierato reparti al confine. 
Tuttavia la Giordania aveva firmato un Trattato di Mutua Difesa con l'Egitto appena il 30 maggio, e le notizie diffuse dalla propaganda egiziana (che parlavano di travolgenti successi della loro aviazione e dell'esercito) convinsero re Hussein ad attaccare. Dalle 10 del mattino i cannoni giordani cominciarono a bombardare Gerusalemme Ovest e Tel Aviv, mentre i 24 Hawker Hunter in dotazione attaccarono 3 campi di aviazione israeliani, ma senza grandi risultati. La reazione israeliana non si fece attendere: per prima cosa l'aviazione distrusse i campi di atterraggio di Mafraq e Amman e quindi, con una seconda missione, la totalità dei modernissimi Hawker giordanici. Nel corso del pomeriggio le brigate corazzate israeliane contrattaccarono a Gerusalemme e a Jenin, entrando quindi in Cisgiordania per la prima volta dal 1948.

### 6 e 7 giugno

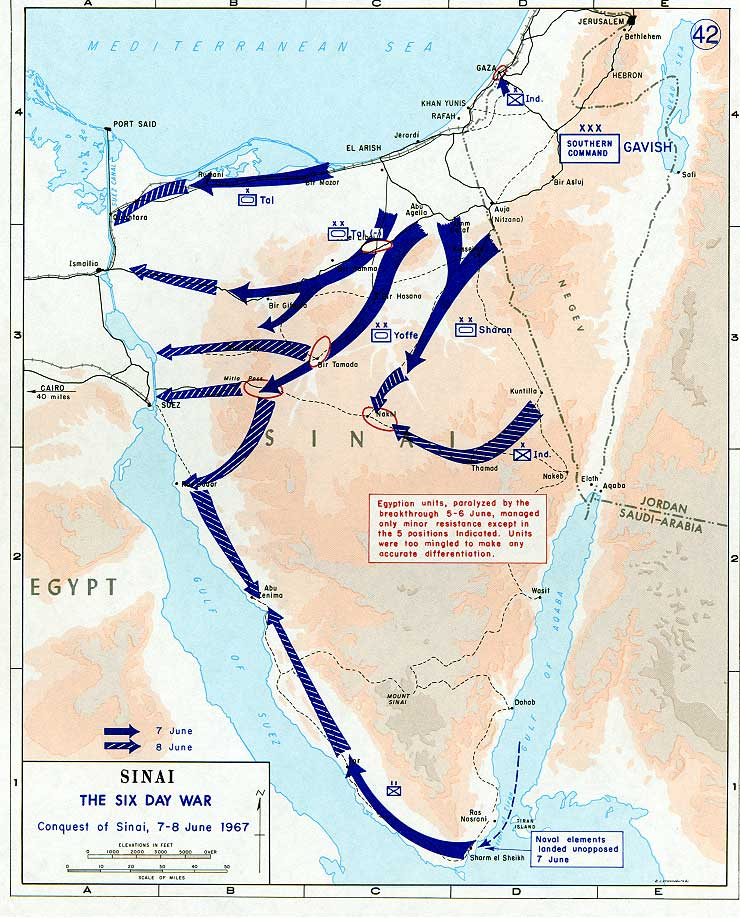
Movimenti delle forze israeliane sulla penisola del Sinai nel corso delle giornate del 6 e 7 giugno

Sul fronte del Sinai e di Gaza, il pomeriggio del giorno precedente aveva già visto una serie di successi israeliani con la conquista di importanti posizioni e roccaforti egiziane. A partire dal 6 giugno divisioni corazzate israeliane al comando del generale Israel Tal, del generale Ariel Sharon e del generale Avraham Yoffe, cominciarono ad avanzare su tutto il fronte Ovest e nel deserto del Sinai attaccando le posizioni fortificate di al-ʿArish, Abu Ageila e Jabal Libni. Grazie alla netta superiorità delle forze blindate israeliane, sia nel coordinamento sia nell'armamento, esse furono in grado di sconfiggere l'esercito egiziano numericamente superiore. La divisione corazzata del generale Tal avanzò rapidamente verso Al-ʿArish attraverso il passo di Jiradi; l'avanguardia superò di sorpresa il valico ma venne subito isolata da un contrattacco egiziano che rioccupò rapidamente il passo. Il generale Tal quindi fece intervenire la 7ª Brigata corazzata "Saar mi-Golan" del colonnello Shmuel Gonen che attaccò con i carri armati, sconfisse i difensori egiziani, attraversò il passo di Jiradi e si ricongiunse con le avanguardie che erano rimaste tagliate fuori.
Dopo questa difficile fase di combattimenti, il colonnello Gonen proseguì subito verso al-ʿArish che venne raggiunta e conquistata dopo violenti combattimenti la mattina del 6 giugno. La divisione del generale Tal sbaragliò le unità corazzate egiziane a Bir Lahfan e proseguì facilmente lungo la strada costiera.
Dopo la caduta di Abu Ageila il feldmaresciallo e comandante supremo egiziano Abd al-Hakim Amer, preso dal panico, ordinò a tutte le forze armate di ritirarsi dietro al canale di Suez: questa decisione lasciò di fatto l'iniziativa alle forze armate israeliane, che attaccarono in modo massiccio le colonne egiziane in fase di ritirata.
Sul fronte giordano, il 6 giugno, si vide l'accerchiamento di Gerusalemme con azioni combinate della fanteria da sud e dei paracadutisti da nord. Gli Israeliani rimasero inizialmente fuori dalle mura per evitare danni alla città. Nel resto della Cisgiordania ci furono aspri combattimenti tra reparti corazzati, che videro alterni successi israeliani e giordani, almeno sino a quando non sopravvenne l'aviazione israeliana con raid micidiali e decisivi. Israele avanzò quindi a Jenin, Tulkarem, Qalqiya e Ramallah. Il giorno 7 giugno vide il consolidamento e l'apparire di una netta vittoria israeliana su tutti i fronti. La superiorità aerea di Israele stava convincendo i Giordani a ripiegare e a richiedere al governo israeliano trattative segrete per un cessate il fuoco. A Gerusalemme l'esercito israeliano ruppe gli indugi ed entrò nella Città Vecchia, che venne presa entro sera evitando distruzioni eccessive. Grande fu la gioia dei soldati israeliani nel prendere possesso del Muro del Pianto, un risultato non preventivato a inizio conflitto.
Nel Sinai e lungo la Costa, pur continuando a inseguire e combattere le brigate egiziane in ritirata, gli Israeliani si spinsero anche oltre raggiungendo i passi Giddi e Mitla non lontani dal canale, sbarrando quindi la strada al nemico in rotta.
Sul fronte siriano, accanto a scaramucce minori e timidi tentativi da parte della Siria di avanzare con forze di terra, si erano verificati soltanto bombardamenti degli insediamenti israeliani di confine coi cannoni situati sulle alture del Golan. Evento che era del resto una costante degli ultimi anni, segnati da una sequenza di vicendevoli provocazioni e rappresaglie. A partire dal 7 giugno l'aeronautica israeliana cominciò a bombardare ripetutamente il Golan fiaccando le difese siriane.
Il 7 giugno Israele consolida la propria posizione sui territori appena conquistati e vince le nuove battaglie ingaggiate contro i nemici già in rotta praticamente su tutti i fronti.

### 8 giugno

Grafico della battaglia per le alture del Golan

All'alba dell'8 si svolse una delle più cruente battaglie della storia e del conflitto israelo-arabo: le brigate egiziane in ritirata giunsero ai passi di Giddi e Mitla trovandoli sbarrati dalle forze di Israele in attesa. Seguì la distruzione o la cattura della maggior parte delle unità egiziane, uomini, carri, veicoli e cannoni. Molti soldati errarono persi per il deserto e morirono di fame e di sete. Negli anni successivi Israele fu accusato da parte araba della fucilazione di prigionieri.
Nel frattempo, entro mezzogiorno, paracadutisti israeliani avevano preso il controllo di Sharm el-Sheikh e riaperti gli stretti di Tiran, la cui chiusura era stata una delle cause del conflitto.
Per evitare una disfatta ancora peggiore, ovvero la conquista del canale di Suez e l'invasione della sponda ovest da parte di Israele, non restava a Nasser che una strada: accettare la richiesta ONU di cessate il fuoco, decisione trasmessa al Consiglio di sicurezza la sera dell'8.
Quella sera stessa il governo israeliano discusse se avviare la conquista del Golan, un'operazione già pronta da tempo sul piano militare, ma vi furono gravi contrasti sia per timore di ingenti perdite che di un intervento sovietico.
Sempre l'8 giugno ebbe anche luogo uno degli eventi più importanti della guerra dei sei giorni, che coinvolse le forze armate di un paese che fino a quel momento si erano tenute al di fuori di questo conflitto. Nel corso del pomeriggio dell'8 giugno i caccia israeliani attaccarono la nave spia americana USS Liberty, uccidendo 34 membri dell'equipaggio e rischiando di causare un conflitto a livello diplomatico tra Stati Uniti ed Israele.

### 9 giugno
Essendo ormai sopraggiunto il cessate il fuoco con Giordania ed Egitto, la guerra avrebbe potuto considerarsi terminata. Alle 3 del mattino la Siria aderì anch'essa al cessate il fuoco, ma il Ministro della Difesa Israeliano Moshe Dayan decise di approfittare della situazione politico-strategica, e diede di sua iniziativa il via all'offensiva sul Golan.
Prima le alture furono pesantemente bombardate dall'aviazione e dall'artiglieria, quindi toccò alle brigate corazzate di intervenire. Nonostante le difficoltà e le ingenti perdite, le forze dello Tsahal riuscirono a conquistare le alture. L'aviazione siriana, che nel frattempo aveva perso due terzi dei suoi velivoli, non riuscì a fornire alcun supporto alle brigate a difesa delle fortificazioni, scompigliate dai bombardamenti israeliani e a corto di ufficiali. Tra la sera del 9 e la mattina del 10 il Golan rimase in mano israeliana mentre l'esercito siriano si ritirava verso Damasco, perdendo gran parte dei suoi armamenti. Pertanto Israele chiuse le ostilità avendo ottenuto una vittoria netta su tutti i fronti.

### 10 giugno
Il 10 giugno le ostilità cessarono, e Israele vide la propria estensione geografica quadruplicata, portando a proprio favore la situazione politica in Vicino Oriente, con effetti anche nei rapporti internazionali tra le grandi potenze.

## Conseguenze
In 130 ore di guerra, Israele cambiò il volto del Medio Oriente e passò da 21 000 a 102000 km²: la Siria perse le alture del Golan, l'Egitto la striscia di Gaza che occupava dal 1948 e la penisola del Sinai fino al canale di Suez, mentre la Giordania dovette cedere l'insieme delle sue conquiste del territorio palestinese ottenute nel 1948. L'annessione di Gerusalemme venne ratificata all'indomani del conflitto, indicando la volontà d'Israele di conservare in tutto o in parte le sue conquiste. Gli Stati Uniti, a differenza di quanto avvenne nel 1956, quando avevano preso le parti dello Stato ebraico, chiesero il ritiro senza condizioni dai territori che erano stati occupati.
Israele invece sperava di aprire, con lo scambio di territori, una porta alla pace, ma i Paesi arabi si riunirono alla conferenza di Khartum e opposero un netto rifiuto. Fu trovato dalle grandi potenze un compromesso: la "risoluzione 242" delle Nazioni Unite che subordinava il ritiro israeliano dai territori occupati allo stabilirsi di una pace "giusta e duratura" e alla cessazione delle attività terroristiche da parte dei palestinesi. Israele vi aderì seguita da Nasser e da re Husayn di Giordania, mentre i palestinesi che avevano l'appoggio della Siria la rifiutarono.
Ci fu una certa incertezza nella risoluzione 242 (stilata in inglese e francese) che ha complicato le cose: la risoluzione può essere tradotta come "ritiro dai territori occupati" (versione francese) o "ritiro da territori occupati" (versione inglese). Nel primo caso, "dai" sta a indicare tutti i territori occupati, nel secondo caso "da" sta a indicare almeno una parte dei territori. Su questa ambiguità hanno giocato i diplomatici di entrambe le parti. Subito dopo il cessate il fuoco i contendenti ricominciarono ad armarsi e nel 1969 Gamal Abd el-Nasser armò le milizie popolari e lanciò una guerra di logoramento che durò un anno e registrò molti morti.
I contendenti rimasero fermi sulle loro posizioni e le diverse mediazioni non arrivarono a nulla. Cominciò un nuovo esodo di palestinesi che andavano a ingrossare la massa di profughi del conflitto del 1948 (circa altrettanti profughi ebrei erano stati espulsi dai paesi arabi confinanti in seguito alla guerra dichiarata da Egitto, Siria, Libano e Iraq). I drusi che abitavano l'altopiano del Golan occupato da Israele il 9 giugno 1967, malgrado il cessate il fuoco con la Siria, presero la strada di Damasco e delle regioni meridionali del Gebel Druso, con le sue città di Bosra e di As-Suwayda.
Nasser intanto, il 9 giugno, presentò le sue dimissioni, poi subito ritirate a seguito delle pressioni dell'opinione pubblica egiziana, ma il nasserismo e la relativa ideologia panaraba non sopravvissero alla sconfitta: la guerra dei sei giorni aveva rovesciato in modo decisivo la situazione mediorientale, con conseguenze di lungo periodo. 
Nella metà degli anni settanta si costituirà il "fronte del rifiuto", quando alcune organizzazioni del Fronte Popolare per la Liberazione della Palestina, capeggiate da George Habbash, abbandonarono l'Organizzazione per la Liberazione della Palestina per sostenere una linea di completo rifiuto del riconoscimento di Israele, in questo appoggiate dalla Libia di Gheddafi e dall'Iraq.